# La bola de cristal (Waterhouse)
La bola de cristal  (en el original inglés, The Crystal Ball) es una pintura al óleo de estilo prerrafaelita de John William Waterhouse completada en 1902.
Waterhouse exhibió en 1902 este cuadro junto a El misal en la Royal Academy of Arts. La pintura muestra a una joven bella mujer observando con atención una bola de cristal en un entorno del interior de un edificio con influencia del estilo del Renacimiento italiano con líneas verticales y horizontales, combinadas con semicírculos 'en lugar de los arcos apuntados del gótico'. Una ventana establece el único contacto con el mundo exterior. El uso de un fuerte color rojo en el vestido refuerza en gran medida el uso de colores vivos y brillantes de los prerrafaelitas.
Forma parte de una colección privada perteneciente al empresario español, radicado en  México, Juan Antonio Pérez Simón. El cuadro ha sido restaurado para mostrar la calavera, símbolo de la fatalidad y de la muerte, que había sido cubierta por un dueño anterior.